# Epinephelus goreensis
Epinephelus goreensis är en fiskart som först beskrevs av Valenciennes, 1830.  Epinephelus goreensis ingår i släktet Epinephelus och familjen havsabborrfiskar. IUCN kategoriserar arten globalt som otillräckligt studerad. Inga underarter finns listade i Catalogue of Life.